# Desmiphora ornata
Desmiphora ornata là một loài bọ cánh cứng trong họ Cerambycidae.